# Максим Плануд
Максим Плануд (грец. Μάξιμος Πλανούδης; бл. 1255 — бл. 1305) — науковець, гуманіст, критик, поет, перекладач часів Візантійської імперії.

## Життєпис
Народився в Нікомедії у Віфінії близько 1260 року. Більшу частину свого життя провів у Константинополі, де як чернець він присвятив себе навчанню та викладанню. Після вступу 1283 року до монастиря на горі Скопа поблизу Босфору змінив своє ім'я Мануїл на Максим. Здобув доволі широку освіту, активно долучався до східної та західноєвропейської науки і культури. Викладав в школі при монастирі П'яти святих. Водночас на замовлення імператора Михайла VIII готував промови. Мав дружні стосунки з наступним імператором — Андроніком II.
1296 року брав участь з представниками Вірменської апостольської церкви про об'єднання. Того ж року призначається імператором Андроніком II послом до Венеціанської республіки з метою переконати тамтешнього дожа атакувати генуезьке володіння Галата поблизу Константинополя. 1299 року став викладачем школи в монастирі Христа Акаталепта при Константинопольському університеті.

## Наукова діяльність
Був автором грецької граматики, яку було оформлено у вигляді питань і відповідей на них, яка також включає в себе додатки про так звані «політичні» поезії. Також серед його робіт є трактат про синтаксис, біографія Езопа і інтерпретація його байок в прозі, коментарі до творів деяких грецьких авторів (схолій до Гесіода, Софокла, Евріпіда, Теогніда, Фукідіда, Арістофана), редакція 18 ідилій Теокріта, «Явища» Арат Сольського, «Діонісіака» Нонна Панополітанського, «Захоплення Трої» Трифіодора, здійснив поділ біографій «Порівняльних життєписів» Плутарха, «Вчення про колообіг небесних тіл» Клеомеда.
В доробку присутні численні вірші. Автор ідилії в 270 гекзаметрів, складена під впливом Теокріта. Також був автором 4віршів та 4 епіграм, а також 2 поеми, написані гекзаметром: хвалебна промова на честь Клавдія Птолемея; опис раптового перетворення бика на мишу, літургійних творів (2 канони і 3 стихаря), 19 віршів на релігійну тематику.
Склав трактат про десяткову систему під назвою «Великий розрахунок індусів», сприяв її впровадженню, відкрив для візантійців деякі нові математичні операції, зокрема витяг квадратного кореня, а також написав коментарі до перших двох книг «Арифметики» Діофанта Александрійського.
Є автором збірник грецьких епіграм та поезій у 7 книгах, що включає близько 2400 епіграм. Основою стала велика збірка Костянтина Кефала, до якої додав 338 нових та вилучив епіграми еротичного змісту. Збірку було завершено 1299 року.
За Андроніка II склав два трактати проти латинської теології та особливо проти вчення про філіоке — «Глави про процесію Святого Духа» та «Дискурс про віру».

## Переклади
Відомий завдяки численним перекладам з латини. Серед його робіт переклади таких творів як «Сон Сципіона» Цицерона з коментарями Макробія, «Записки про Галльську війну» Гая Юлія Цезаря, «Героїди» і «Метаморфози» Овідія, «Втіха філософією» Боеція, «Про трійцю» Аврелія Августина. Ці переклади часто використовувалися як посібники для вивчення грецької мови.
Водночас здійснював переклади з грецької мови латиною — близько 1295 року «Географія» Клавдія Птолемея, відновивши мапи колись втрачені.